# Justin Bonaventure Morard de Galles

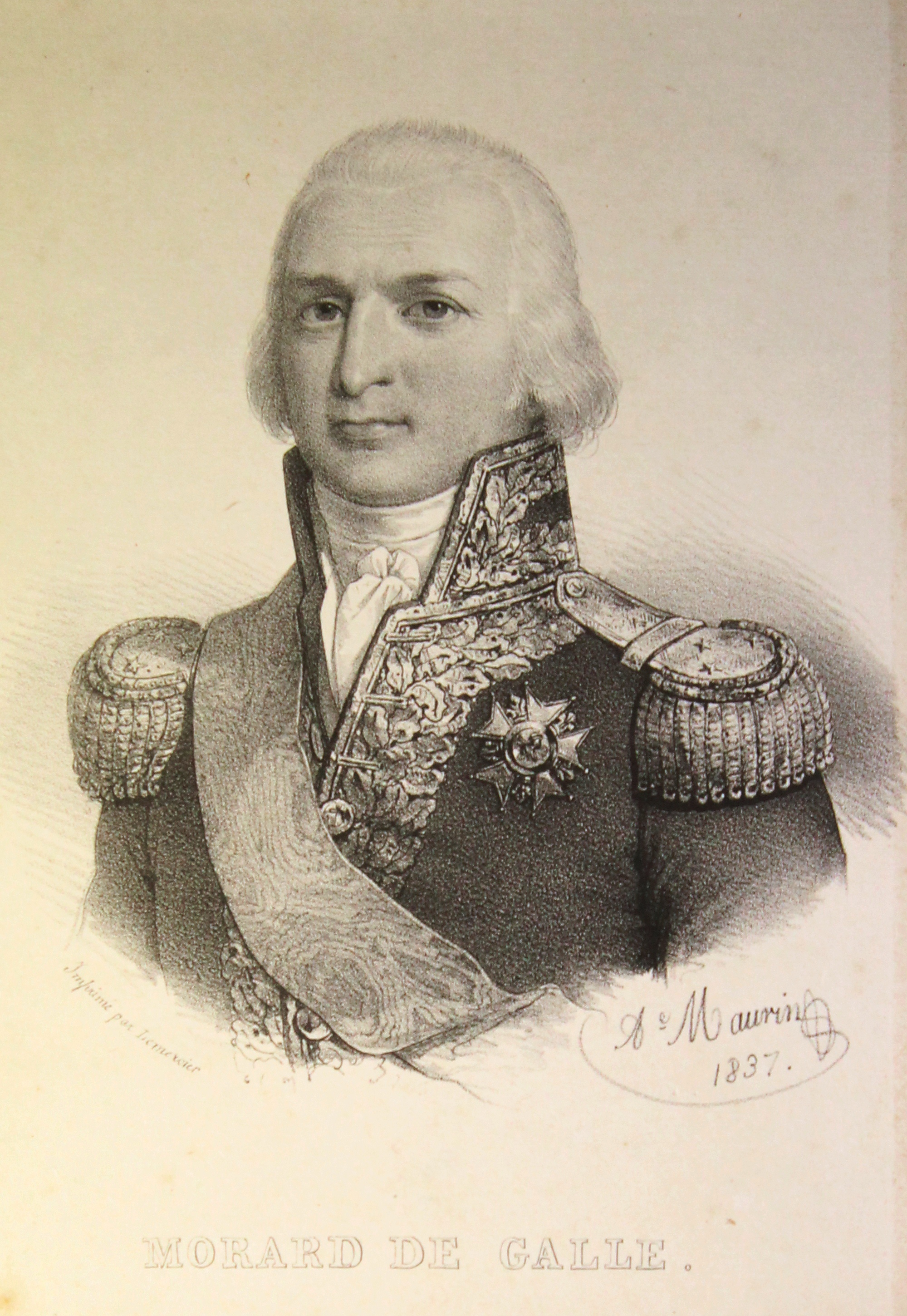
Justin Bonaventure Morard de Galles, Lithographie von Antoine Maurin, 1837.

Justin-Bonaventure Morard de Galle (* 30. März 1741 in Goncelin, Frankreich; † 23. Juli 1809 in Guéret, Frankreich) war ein französischer Marineoffizier, zuletzt im Dienstgrad eines Vizeadmirals, und Politiker im Ersten Kaiserreich.

## Biographie

### Herkunft
Morard entstammte einer französischen Adelsfamilie aus dem  Dauphiné, die bis ins 11. Jahrhundert zurückreicht. Sein Vater war Hauptmann der Infanterie.
Er trat 1757 als Garde de la Marine in Toulon in die französische Marine ein und wurde zunächst auf die Brigg Écureuil kommandiert. Hiernach wechselte er mehrfach auf weitere Schiffe.

### Jagd auf Piraten unter de Grasse
1765 war er auf der Fregatte Heroine eingesetzt, die zur Bekämpfung von Barbaresken-Korsaren unter François Joseph Paul de Grasse im Mittelmeer kreuzte. Als Fähnrich war er auf der Etna an der Beschießung von Larache an der Atlantikküste Marokkos beteiligt. Er erhielt den Auftrag, eines der Korsarenschiffe, das unter dem Schutz der Batterien an der Küste Zuflucht gesucht hatte, in die Luft zu sprengen. Von einer dunklen Nacht begünstigt, gelang es ihm, das feindliche Schiff zu entern und einen Sprengsatz an einer der Seiten des Schiffes zu befestigen. Durch die später erfolgte Sprengung wurde das Schiff tatsächlich zerstört.
In der Folge war Morard vor Madagaskar und der Ile-de-France (heute: Mauritius) sowie in  Westindien eingesetzt und diente auf der Roland im Geschwader von Louis Charles du Chaffault de Besné.

### Im amerikanischen Unabhängigkeitskrieg
1777 wurde Morard zum Leutnant ernannt und Anfang 1778 mit dem Ordre royal et militaire de Saint-Louis ausgezeichnet. Er diente unter Louis Guillouet d’Orvilliers und nahm am 27. Juli 1778 an der Schlacht bei Ouessant an Bord der Ville de Paris teil. Dann beteiligte er sich im östlichen Mittelmeer erneut an der Verfolgung und Gefangennahme von Korsaren. Auf der Couronne nahm er an den drei Schlachten teil, die Guichen am 17. April, 15. und 19. Mai 1780 in Westindien gegen die Flotte des britischen Admirals Rodney führte. In den 1780er Jahren wurde Morard in Brest in die Freimaurerei eingeführt.
1781 diente Morard als stellvertretender Kommandant auf der Annibal als Teil des Geschwaders unter Pierre André de Suffren, das Operationen im Indischen Ozean gegen die Royal Navy durchführen sollte. Bereits auf der Hinreise kam es am 16. April zu einer Begegnung mit britischen Schiffen bei den Kapverdischen Inseln, bei dem die Annibal zu Beginn des Gefechts von fünf feindlichen Schiffen eingekreist und zusammengeschossen wurde. Der Kommandant Kapitän Trémoignon wurde getötet. Morard, selbst verwundet, übernahm das Kommando und schaffte es, das Schiff zu befreien. Suffren auf der Héros nahm ihn ins Schlepptau. Seine Tapferkeit brachte Morard die umgehende Beförderung zum Kapitän ein und Suffren betraute ihn offiziell mit dem Kommando über die Annibal, die anschließend in Kapstadt repariert werden konnte.
Am 26. August brach das französische Geschwader wieder auf und kam am 25. Oktober in Port Louis an. In den folgenden Monaten nahm Morard an den Einsätzen des Geschwaders vor der indischen Küste teil. Am 1. November 1781 erhielt Morard das Kommando über die 38-Kanonen-Fregatte Pourvoyeuse. und wechselte am 9. Februar 1782 auf die 50-Kanonen-Schiff Petit Annibal, die kurz zuvor von den Briten erbeutet worden war. Mit diesem Schiff nahm er an den Seeschlachten vor Sadras am 17. Februar 1782, vor Provedien (Ceylon) am 12. April 1782, vor Nagapattinam am 6. Juli 1782 und der Blockade von Trincomalee vom 25. August bis zum 3. September 1782 teil. Durch drei Verwundungen geschwächt bat Morard um seine Ablösung und schiffte sich am 3. September 1782 auf der Pulvérisateur in Richtung Ile-de-France ein. Kaum war er jedoch dort angekommen, wurde er auf die Argonaute kommandiert und musste sich dem Geschwader wieder anschließen. Mit diesem Schiff nahm er an dem Gefecht vor Cuddalore (Gondelour) am 20. Juni 1783 teil. Mit dem Friedensschluss am 29. Juni lief das Geschwader erneut zur Ile-de-France. Am 22. Dezember 1783 heiratete Morard in Port Louis Louise Marie Victoire Henriette Fayd’herbe de Maudave.
Anschließend kehrte er dann auf der Vengeur nach Frankreich zurück und erreichte Brest im April 1784.
Anscheinend wegen einiger Differenzen, die zwischen Morard und Suffren im Indischen Ozean aufgetreten waren, erhielt er bis 1792 keine weiteren Kommandos. Die lange Zivilzeit nutzte er, um sich ab 1787 auf der Ile-de-France niederzulassen.

### Während der Revolution
1790 kehrte Morard nach Frankreich zurück und gehörte zu der Gruppe von Offizieren, die am 1. Januar 1792 in den Dienst der französischen Armee zurückkehrten, um die Lücken zu füllen, die durch die Emigration der meisten Offiziere des Grand Corps entstanden waren. Er wurde zum Konteradmiral ernannt und befehligte eine Einheit in Brest.
Durch die weiteren Desertationen im Marineoffizierkorps und den anhaltenden Mangel an Offizieren wurde Morard dann bereits im Januar 1793 zum Vizeadmiral ernannt. Bei der Kriegserklärung an Großbritannien am 1. Februar 1793 erhielt er das Kommando über die Flotte du Ponant in Brest. Er war damit einer der ersten Aristokraten des alten Systems, der auch in der Marine des revolutionären Frankreichs wieder ein Kommando erhielt. In der Folge waren Morards Einheiten zum Schutz der Küste zwischen Île de Groix und Belle-Île kommandiert, um sicherzustellen, dass die von der Kriegserklärung überraschten Handelsschiffe in französische Häfen zurückkehren konnten.
Allgemein war die Marine des revolutionären Frankreichs noch immer in schlechtem Zustand und in Unruhe. Viele der hastig ernannten Kapitäne waren inkompetent, die Besatzungen beschäftigten sich mehr mit Politik als mit der Seefahrt und es herrschte allgemeine Unordnung. Ein Großteil der Schiffsbesatzungen meuterte und zwang ihre Kapitäne auf Einsatzfahrten zur Rückkehr, etwa nach Brest, sodass die ersten Operationen der republikanischen Flotte Fehlschläge waren. In der Folge gaben Abgesandte des Wohlfahrtsausschusses, allen voran Jeanbon St. André, Morard die Schuld an den Zuständen und er wurde bis zum 27. Juli 1794 inhaftiert, dann allerdings freigelassen.

### Das Scheitern derIrischen Expedition
1796 bereitete Hoche die sog. Irland-Expedition vor und befand sich in ständigem Konflikt mit Villaret-Joyeuse, der Morards Nachfolger als Befehlshaber der Flotte in Brest geworden war. Villaret, der nicht an den Erfolg dieser Operation glaubte, wurde folgerichtig zusammen mit Vence vom Marineminister, Vizeadmiral Truguet, abberufen. Hoches bevorzugter Kandidat für das Kommando über die Marinekräfte der Expedition wäre Latouche-Tréville gewesen. Doch durch die negativen Erfahrungen des Ministers mit Latouche-Tréville, dessen ehemaligen Untergebenen aus dem Sardinienfeldzug von 1792, zog er es vor, Morard einzusetzen. Dieser war allerdings aufgrund seiner alten Verletzungen und seiner angeschlagenen Gesundheit, die sich durch die Gefangenschaft während der Schreckensherrschaft auch noch verschlechtert hatte, geschwächt und müde.
Er war jedoch diszipliniert genug, das Kommando dennoch zu akzeptieren und führte die Expedition an. Wegen einer Verordnung aus dem Jahr 1794, die vorschrieb, dass Admiräle grundsätzlich auf Fregatten und nicht auf Linienschiffen in den Einsatz gehen sollen, führte Morard die Unternehmung von der Fregatte La Fraternité aus. In einem aufziehenden Sturm – der Feldzug fand mitten im Winter statt – wurde die Fregatte vom Rest der Flotte getrennt. Verfolgt von britischen Schiffen musste sie zunächst ziemlich weit in den Atlantik vorstoßen. Als sie schließlich die Bantry-Bucht erreichte, hatten die Interimskommandeure der Flotte Bouvet de Précourt und der Armee Grouchy es nicht gewagt, an Land zu gehen, und waren bereits wieder auf dem Weg nach Brest. Ein Linienschiff, die Droits de l’Homme, und mehrere Fregatten gingen verloren. Diese weitere  Enttäuschung wurde wiederum Morard angelastet. Sie war allerdings wiederum zumeist auf die Vorgaben von Jeanbon Saint André und den Zeitpunkt der Operation im Winter zurückzuführen und nicht auf taktische Fehler von Morard.

### Während des Konsulats und im Ersten Kaiserreich

Wappen von Morard de Galles.

Obwohl Morard somit während der restlichen Zeit des Direktoriums in Ungnade gefallen war, ernannte ihn das Konsulat trotzdem zum Mitglied des Sénat conservateur. Gleichsam wurde er bei Gründung der Ehrenlegion von Napoleon als Großoffizier des Verdienstordens ausgezeichnet. Per kaiserlichem Dekret übernahm Morard weiterhin die Leitung der Senatsverwaltung des Limousin mit Sitz in Guéret und erhielt 1808 den Titel eines Grafen des Kaiserreichs.

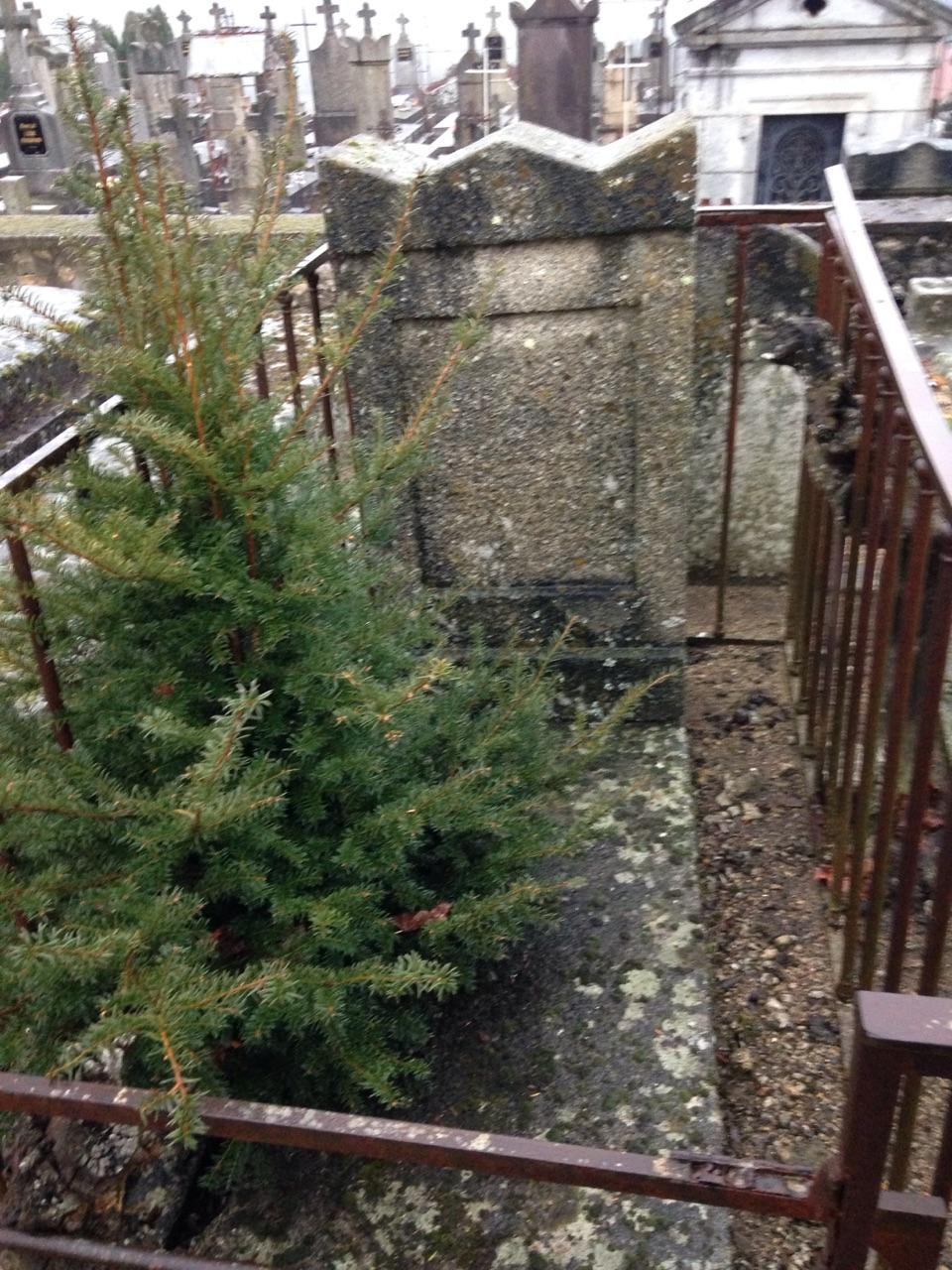
Grabmal von Morard de Galles auf dem städtischen Friedhof von Guéret.

Morard de Galles starb am 23. Juli 1809 in Guéret an einer schweren Schlaganfalls. Er wurde in Guéret mit allen seinem Rang gebührenden Ehren beigesetzt. Der Stadtrat von Guéret stimmte für die Errichtung eines Denkmals auf seinem Grab. Sein Herz wurde in das Pantheon in Paris überführt.

## Nachkommen
Aus seiner Ehe mit einer Tochter von Louis Laurent de Fayd’herbe entstammte die Tochter Marie Émilie († 1844).

## Bemerkungen
1. ↑  Als Garde de la Marine, meistens Garde-marine abgekürzt, wurden zwischen 1670 und 1786 junge Edelleute bezeichnet, welche sich in der Ausbildung zum Marineoffizier befanden (Offizieranwärter). Sie entsprachen damit dem Midshipman der britischen Marine.

## Bibliographie
- Charles Mullié: Justin Bonaventure Morard de Galles. Veröffentlicht in: Biographie des célébrités militaires des armées de terre et de mer de 1789 à 1850. Poignavant et Compagnie. Paris. 1852. Link zur Seite auf Wikisource. Abgerufen am 3. September 2023.
- Amédée Carriat: Stichwort Morard de Galles. Veröffentlicht im Dictionnaire biographique des auteurs du pays creusois. 5. Band. Guéret. 1968. S. 365.
- Joseph Paquet: La résidence à Guéret du sénateur titulaire de la Sénatorerie de Limoges. Veröffentlicht im Société des sciences naturelles, archéologiques et historiques de la Creuse. Band 20. 1916. S. 99–129.
- Théodore Maurice: Discours prononcé sur la tombe de M. le Sénateur Morard de Galles. Veröffentlicht im Calendrier ecclésiastique et militaire de la Sénatorerie de Limoges. 1810. S. 128–134.
- Georges Six: Dictionnaire biographique des généraux et amiraux française de la Révolution et de l’Empire. Georges Saffroy Éditeur. Paris. 1934.
- François Caron: La guerre incomprise: le mythe de Suffren. SHM. Paris. 1996.
- Georges Reboul-Berlioz: Le vice-amiral Morard de Galles: Gentilhomme de Dauphiné. Paris. 2003.
- E. Chevalier: Histoire de la marine française sous la Première République. Librairie L. Hachette et Cie. Paris. 1886.
- Ernest Harold Jenkins: Histoire de la marine française. McDonald and Jane’s & Albin Michel. London & Paris. 2. Ausgabe. 1977.
- Charles Cunat: Histoire du Bailli de Suffren. A. Marteville et Lefas. Rennes. 1852. S. 447.